# Rävatjärnarna (Anundsjö socken, Ångermanland, 705930-158264)
Rävatjärnarna är en sjö i Örnsköldsviks kommun i Ångermanland och ingår i Moälvens huvudavrinningsområde. Sjön har en area på 0,06 kvadratkilometer och ligger 258 meter över havet.

## Delavrinningsområde
Rävatjärnarna ingår i det delavrinningsområde (705668-158410) som SMHI kallar för Ovan Krokån. Medelhöjden är 254 meter över havet och ytan är 20,2 kvadratkilometer. Räknas de 13 avrinningsområdena uppströms in blir den ackumulerade arean 150,67 kvadratkilometer. Södra Anundsjöån (Skalmsjöån) som avvattnar avrinningsområdet har biflödesordning 2, vilket innebär att vattnet flödar genom totalt 2 vattendrag innan det når havet efter 86 kilometer. Avrinningsområdet består mestadels av skog (75 procent) och sankmarker (19 procent). Avrinningsområdet har 0,06 kvadratkilometer vattenytor vilket ger det en sjöprocent på 0,3 procent.